# Daniel Speer
Pour les articles homonymes, voir Speer.
Œuvres principales
gavotte pour clavecin
Daniel Speer est un compositeur allemand de la période baroque, né à Breslau, en Silésie le 2 juillet 1636 et mort à Göppingen le 5 octobre 1707.

## Biographie
Il poursuit ses études au lycée Sainte-Marie-Madeleine de Breslau.
Musicien, professeur et auteur dans le sud-ouest de l'Allemagne à partir des années 1665, Speer est étroitement associé à la ville de Göppingen, où il enseigne dans l'école latine et plus tard sera chantre de ville.

## Œuvres
Gavotte

### Écrits
Il est l'auteur d'histoires et de pamphlets politiques qui ont conduit à son emprisonnement. Il doit sa libération aux habitants de la ville de Göppingen qui l'ont soutenu contre les autorités de la ville.
Son livre sur l'apprentissage de la musique, sous-titré Le trèfle musical à quatre feuilles, couvre la direction musicale, l'art du jeu du clavier et du continuo, la théorie instrumentale et, comme quatrième feuille, la composition. Le troisième chapitre traite des instruments à corde et à vent, et fournit une courte introduction à chacun suivi d'exemples. Les sonates pour l'alto (que Speer appelait « viol-braccio » ou « braz ») pourraient bien être les premiers morceaux écrits particulièrement pour cet instrument par opposition à la viole de gambe.

### Musique
- Sonata pour 4 Trombones en ré mineur
- Sonata pour 3 Trombones en la mineur
- Sonata pour 3 Trombones en mi mineur

gavotte pour clavecin